# 카살푸스테를렌고
카살푸스테를렌고(Casalpusterlengo)는 이탈리아 롬바르디아주 로디도에 있는 코무네로, 밀라노에서 남동쪽으로 약 50 킬로미터 (31 mi) 떨어져 있고, 로디에서 남동쪽으로 약 20 킬로미터 (12 mi) 떨어져 있다.
이 도시는 1975년 10월 30일 대통령령으로 명예로운 도시 칭호를 받았다. 이 도시에는 14세기에 지어졌지만 1602년에서 1610년 사이에 재건축된 산티 바르톨로메오 에 마르티노의 바로크 양식 교회가 있다. 또한 중세 성의 시청과 탑도 있다.
카살푸스테를렌고는 다음 코무네들과 경계를 접한다: 투라노 로디자노, 세쿠냐고, 브렘비오, 테라노바 데이 파세리니, 코도뇨, 오스페달레토 로디자노, 그리고 소말리아.

## 유명 인물
- 카를로 아르카리, 축구 선수
- 안젤로 아르카리 (1907-1985), 축구 선수
- 피에트로 아르카리 (1909-1988), 축구 선수
- 브루노 아르카리 (1915-2004), 축구 선수
- 니노 스타피에리 (1931-2018), 로마 가톨릭 주교